# Holubov
Holubov (deutsch Hollubau) ist eine Gemeinde in Tschechien. Sie liegt 15 Kilometer südwestlich von Budweis und gehört zum Okres Český Krumlov.

## Geographie

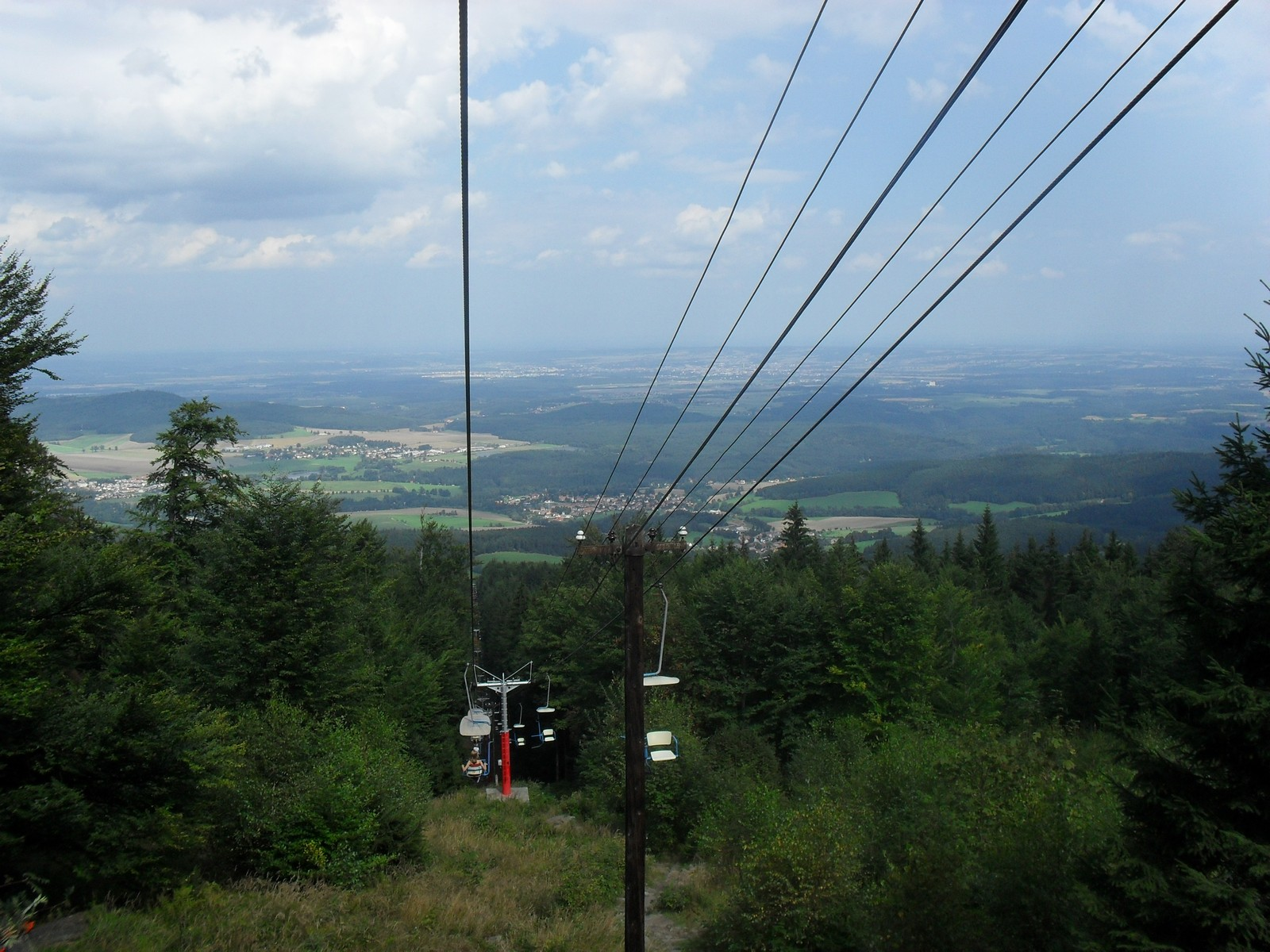
Seilbahn aus Krásetín auf den Gipfel des Kleť

Der Ort befindet sich in 512 m ü. M. am nördlichen Fuße des Blanský les rechtsseitig über dem Tal des Křemžský potok. Durch Holubov führt die Bahnstrecke České Budějovice–Černý Kříž. Getrennt durch das Tal des Křemžský potok erhebt sich im Norden der Háj (532 m). Östlich befindet sich die Burg Dívčí Kámen. Im Süden liegt der Jiříčkův vrch (757 m) und im Südwesten oberhalb von Krasetín der Kleť (1083 m), zu dem von Podluží aus eine Seilbahn verkehrt.
Nachbarorte sind Mříč im Norden, Třísov und Nad Vsí im Südosten, Krasetín im Südwesten, Holubovský Mlýn im Südwesten, Chlum u Křemže und Křemže im Nordwesten.

### Gemeindegliederung
Die Gemeinde Holubov besteht aus den Ortsteilen Holubov, Krasetín (Krassetin) und Třísov (Tschisow). Grundsiedlungseinheiten sind Holubov, Krasetín, Nad Vsí, Planinka (Adolfsthal), Podluží und Třísov. Zu Holubov gehören außerdem die Weiler und Einschichten  Podhradský Ostrov, Horní Moučka, Holubovský Mlýn und Vyhlídka.
Das Gemeindegebiet gliedert sich in die Katastralbezirke Hulubov und Třísov.

### Nachbargemeinden
|       | Křemže                                      |                |
|       | Kompassrose, die auf Nachbargemeinden zeigt | Dolní Třebonín |
| Kájov | Srnín                                       | Zlatá Koruna   |

## Geschichte
Die erste Nachricht über Holubow stammt aus dem Besitzbuch der Rosenberger von 1379. Der Ort war dem zur Herrschaft Krummau gehörigen Gut Maidstein unterstellt. Holubau bildete ab der Mitte des 19. Jahrhunderts eine Gemeinde die zum Gerichtsbezirk Krumau im Bezirk Krumau gehörte.
Den Rosenbergern folgten die Eggenberger und die Schwarzenberger. Nach der Ablösung der Patrimonialherrschaften wurde Holubov 1850 zu einer selbstständigen Gemeinde.

## Kultur und Sehenswürdigkeiten
- Burg Dívčí Kámen
- Kleť mit steinernem Aussichtsturm und Observatorium
- Naturreservate Holubover Serpentinite (Holubovské hadce, ein 1972 zum Naturreservat erklärtes 15,68 ha großes Gebiet) und Bořinka (6,68 ha großes Naturreservat seit 1990)[6]
- Naturdenkmal Horní luka („Bergwiese“)
- Keltisches Oppidum Třísov mit einem Lehrpfad zur Burg Dívčí Kámen
- Eisenhütte Adolf
- Eiserne Eisenbahnbrücke über den Křemžský potok (Kremser Bach)

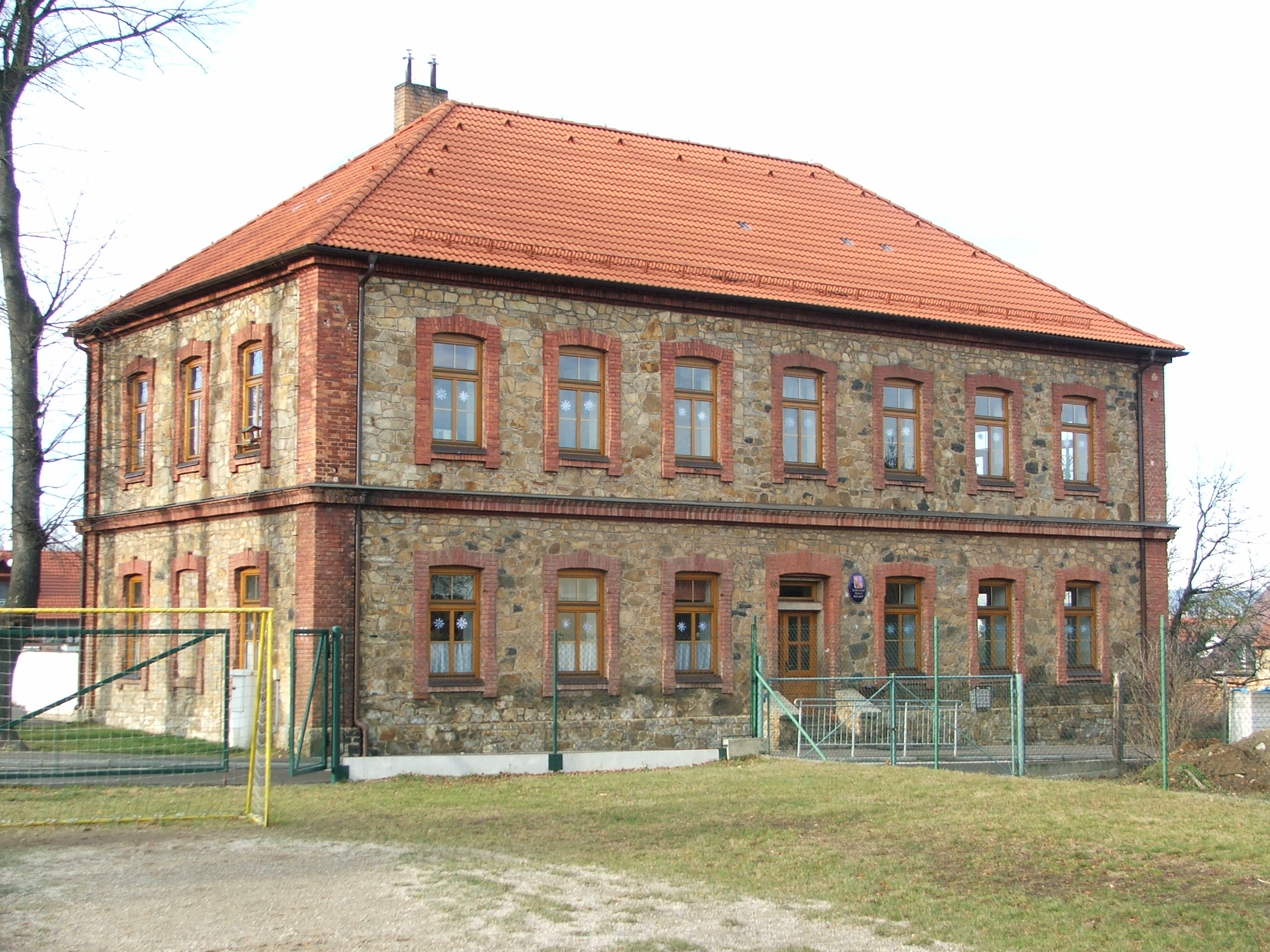
Schule in Holubov